# 南卡羅來納州脫離聯邦宣言

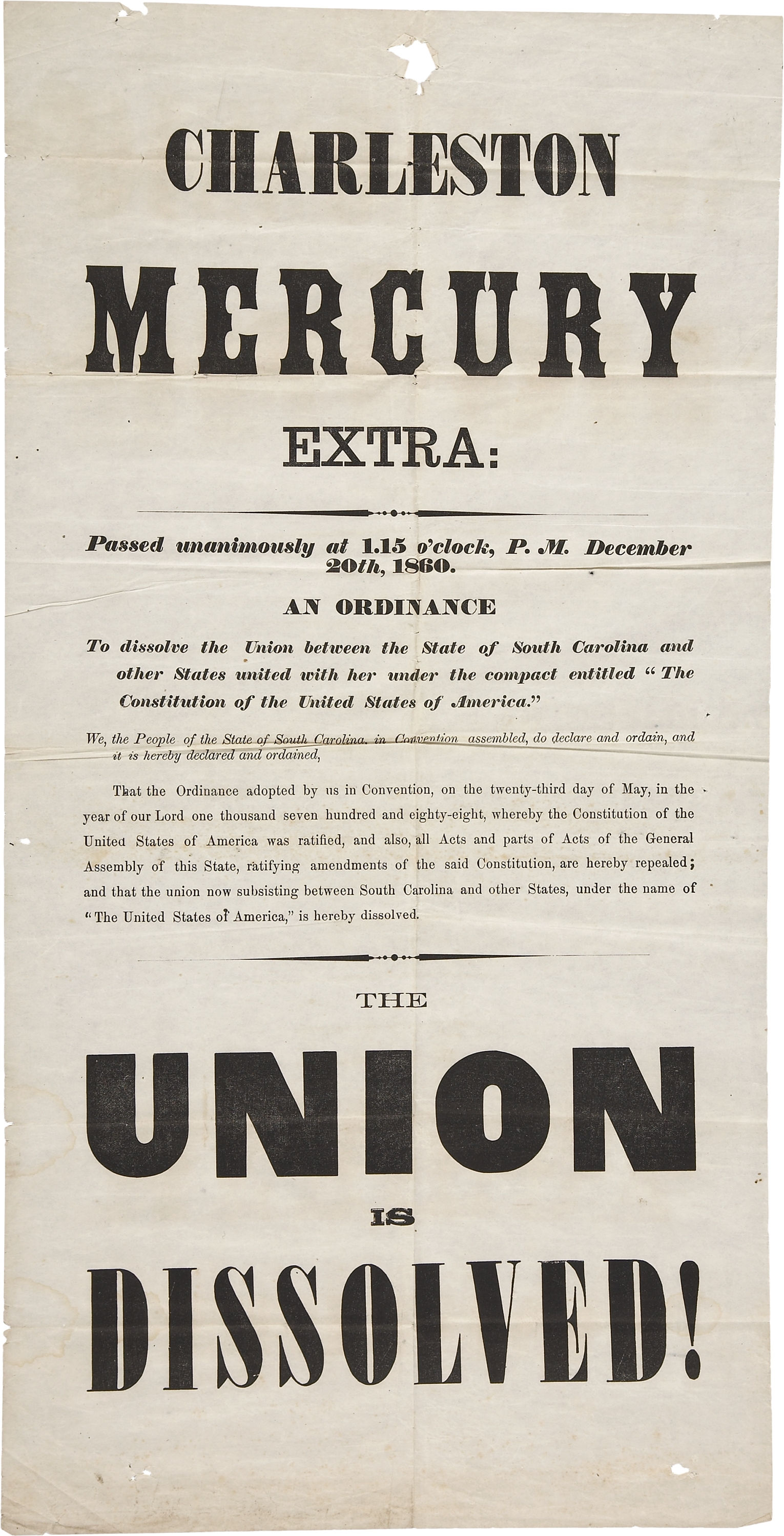
聯盟國脫幅而去的印刷品首刷，出自《查爾斯頓水星報》。

《南卡羅來納州脫離聯邦宣言》(英文：South Carolina Declaration of Secession)的正式名稱為《宣明引致南卡羅來納州自聯邦脫離之直接因素宣言》(英文：Declaration of the Immediate Causes Which Induce and Justify the Secession of South Carolina from the Federal Union) ，是南卡羅來納州政府於1860年12月24日發布的一份公告，解釋該州自美利堅合眾國脫幅而去的理由。該宣言遵循了12月20日所發布之簡潔的《分離法令》。本宣言由該州政府於亞伯拉罕·林肯當選美國總統後一個月開會擬定，克里斯多福·梅明格領導委員會起草。
宣言闡述南卡羅來納州宣布自美利堅合眾國脫幅而去的主因，稱「非蓄奴州對奴隸制度敵意日深」。部分內容指出：“一條地理分界線已劃定於聯邦之中，而該分界線以北所有州份合起來所選任為合眾國總統之人士其觀點與宗旨均敵視奴隸制。”

## 背景

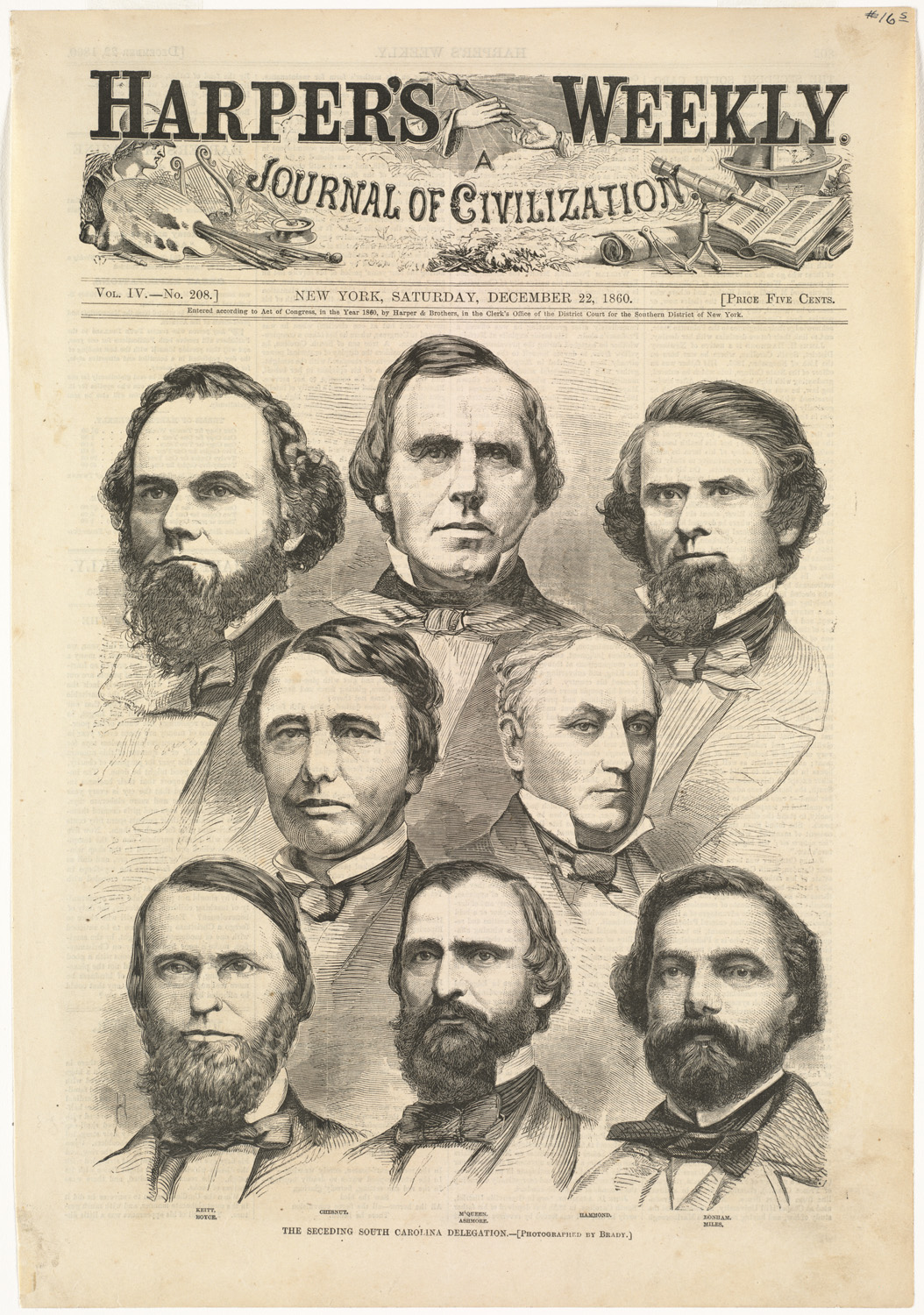
「分離南卡羅來納代表團」領銜人約翰·杜蘭·艾許莫爾、米列居·路克·波恩罕、威廉·瓦特斯·波伊斯、小詹姆斯·切斯納特、詹姆斯·亨利·哈蒙德、勞倫斯·馬西隆·凱特(1864年陣亡於冷港之役)、約翰·麥昆、威廉·波徹·邁爾斯 (哈潑週刊1860年12月22日登載)

1860年11月，亞伯拉罕‧林肯當選為合眾國總統。南卡羅來納州隨後為此召開正式的分離大會，綱領為反對奴隸制擴張進入合眾國領土。1860年12月20日，大會頒布了分離法令，宣布該州退出聯邦。該法令簡潔且緊扣著合法性，沒有解釋代表們作出該決定的理由：
吾等，南卡羅來納州民，召開大會宣布並頒授，即在此宣布並頒授，吾等於大會上通過之律令，為主後一千七百八十八年五月二十三日，於茲美利堅合眾國已正式獲准之憲法，連同本州議會所有法案及部分法案中，所准之所謂美利堅合眾國憲法修正案者，於此均告廢除。特此，今將南卡羅萊那與其他各州以「美利堅合眾國」為名歸於治下之聯邦茲已瓦解。
大會事前同已同意起草脫離的聲明以總結自身之慎思明辯，並將此事交給由七名成員所組成的委員會，成員包括克里斯多福·梅明格（被認為是主要撰述者）、F. H. Wardlaw、R. W. Barnwell、J. P. Richardson、B. H. Rutledge、J. E. Jenkins、和P. E. Duncan.其所撰述的文件，即《宣明引致南卡羅來納州自聯邦脫離之直接因素宣言》，於12月24日在大會上通過。

## 概要
宣言的開頭部份概述南卡羅來納州歷史，並為其脫幅而去提供法律解釋，聲稱各州脫開聯邦的權利隱含於美國憲法內，該權利又已由南卡羅來納州於1852年明確重申。宣言中指出，南卡羅來納州與合眾國之間的協議受契約法約束，賦予雙方義務，故該協議撤銷於任何一方失於履行其義務。
下一部分斷言，合眾國政府及其內各州失於履行對南卡羅來納州之義務。具體爭議是若干州拒行《逃奴法》及美國憲法中保護奴隸制的條款，乃至聯邦政府在廢除奴隸制的企圖中所扮演的角色。
再下一部分則指出，儘管這些問題已經存在了二十五年，但情況已因一位總統當選人（即亞伯拉罕·林肯，儘管未指名）變得難以接受。他已宣布反對在聯邦州以外擴展奴隸制。鑑於北方各州失於遵守《逃奴法》，南卡羅來納州脫幅而去的主因如下：
聯邦政府，作為共同之代理人，通過律令以貫徹法條之力。該多項法律原已執行多年，但非蓄奴州對奴隸制度敵意日深，致其漠視自身義務，而聯邦政府之法律再無從貫徹憲法之宗旨。
再來是：
一條地理分界線已劃定於聯邦之中，而該分界線以北所有州份合起來所選任為合眾國總統之人士其觀點與宗旨均敵視奴隸制。
最後一部分總結宣明南卡羅來納州自此脫離美利堅合眾國，不再受其法律和當局所約束。

## 遺留

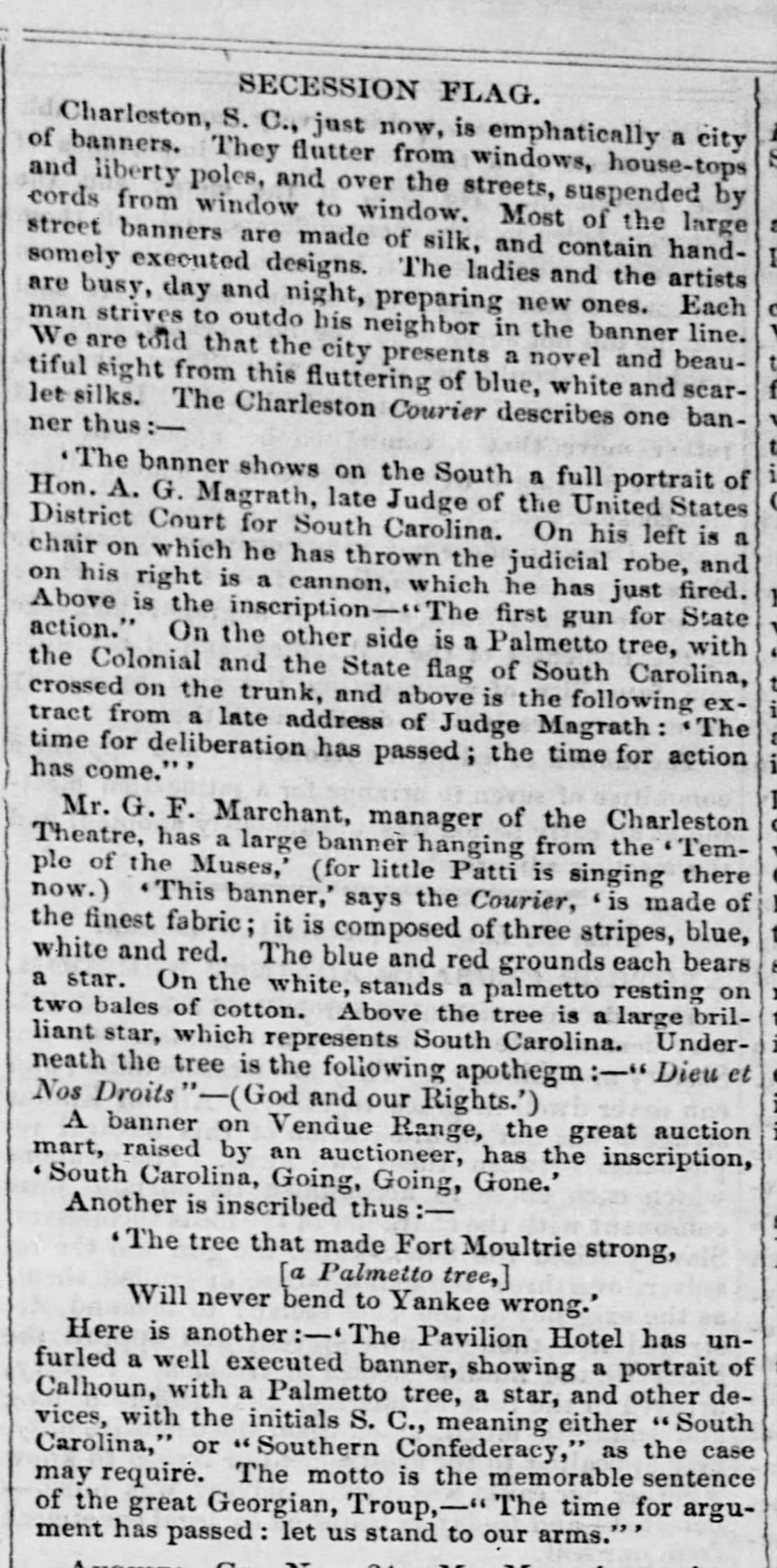
分離旗幟飄揚在旺杜農場的「大型拍賣市集」上（《解放者報》(The Liberator)，1860年11月30日）

雖說戰後有人聲稱南卡羅來納州之決定脫幅而去為的是回應關稅和稅收等若干問題，但這些未見於宣言中。宣言的主要聚焦在北方各州違憲拒絕（據美國憲法第四條第二款）引渡逃奴，卻積極努力於廢除奴隸制（南卡羅來納州分離主義者視之為受憲法保障且庇護者）。該論點的主要衝擊點在於：美國憲法，這樣的一部契約，既已遭（北方廢奴主義的）若干方違背在先，則（南方蓄奴者的）他方亦不再受其約束。喬治亞州、密西西比州和德克薩斯州在各自脫幅而去時也發表了類似的宣言，仿效南卡羅來納州之先例。
該宣言並非簡單宣示州權。它既宣稱南卡羅來納州是主權州，僅根據美國憲法將特定權力授予聯邦政府；也抗議他州失於履行憲法義務。宣言強調，憲法明定各州要將「在職勞動者」遣送回原籍州。
這份宣言是南卡羅來納州脫離聯邦大會所正式發布的三份文件中的第二份。第一份即《分離法令》。第三份是羅伯特·巴恩韋爾·瑞特所撰寫的《南卡羅來納州人民，召集大會，致合眾國各蓄奴州人民之演說》（The Address of the people of South Carolina, assembled in Convention, to the people of the Slaveholding States of the United States），呼籲其他蓄奴州脫離聯邦，加入組建新國家。大會決定將這三份文件各印製15,000份發送各方。
該宣言被視為有似於1776年的《美國獨立宣言》，但略去了“凡人生而平等”、“秉造物者之賜，擁諸無可轉讓之權利”以及“經受統治者之同意”等語句。史學家、Harry V. Jaffa教授於其2000年出版的《自由的新生：亞伯拉罕·林肯與內戰的來臨》一書中指出，這一省略意義重大：
南卡羅來納州引用了，鬆散地，但重點精確地，原《獨立宣言》的部分措辭。《獨立宣言》確實說了人民有權改組或棄絕壞此標的的無論何種政體。但南卡羅來納州並未重述原件中的措詞：「下述真理不證自明：凡人生而平等…」
他指出，南卡羅來納州略去人人平等和受統治者之同意，是由於種族主義和支持奴隸制的觀點，持分離主義的南卡羅來納人不相信這些理想：
政府的合法性僅在於其「正當權力」源於「受統治者之同意」。上述所有內容全遭南卡羅來納州的宣言所省略，原因顯而易見。南卡羅來納州的宣言絕不可能說，南卡羅來納州的奴隸受到源自其同意的權力的統治。該州總不能說，南卡羅來納州內的奴隸受其所同意之權力統治；也不能說，南卡羅來納州自聯邦分裂而出是因為政府自壞建立時的初衷。1860年的南卡羅來納州對政府向何處去的理念截然不同於1776年或1787年。這種差異可以概括為兩種觀點之不同：一種認為奴隸制罪惡，可能是必要之惡；另一種認為奴隸制是種積極的善。

## 外部連結
- Full text of the declaration
- Texts of the Ordinances and Declarations of Secession of the various Confederate states
- Original text of South Carolina Declaration and Ordinance
- Original text of Mississippi Declaration